# Hidin' From Love
Hidin' From Love  è una canzone del cantante rock canadese Bryan Adams, pubblicato nel omonimo album di debutto Bryan Adams nel 1980.
La canzone è stata scritta da Adams, Jim Vallance e Eric Kagna nel Febbraio del 1979; è stata ispirata da una combinazione di stili e influenze, soprattutto The Cars e Toto.
La registrazione è stata avviata presso i Pinewood Studios di Vancouver e si è conclusa presso i Manta Studios di Toronto.
Il singolo ha raggiunto la posizione numero 64 della classifica RPM il 17 maggio 1980.
Lisa Hartman ha registrato "Hidin'From Love" per il suo album Leterrock.
Il singolo è stato anche registrato per il gruppo britannico di Rosetta Stone. La loro versione di "Hidin' From Love" ha raggiunto la 46ª posizione sulla canadese Billboard Canadian Singles Chart.

## Classifiche
| Classifica (1980)   | Posizione massima |
| ------------------- | ----------------- |
| Canada              | 64                |
| Stati Uniti (dance) | 43                |